# Stockholms Observatorium
Stockholms Observatorium är idag namnet på Astronomiska Institutionen vid Stockholms universitet, men fram till den 1 juli 1973 tillhörde Stockholms Observatorium den Kungliga Vetenskapsakademien. 

## Geografisk kronologi
År 1753 invigdes Stockholms Observatorium i Stockholms gamla observatorium på Observatoriekullen sydost om Odenplan.  
År 1931 flyttade Stockholms Observatorium till det nybyggda Saltsjöbadens observatorium för att ljusföroreningarna blev för störande vid Observatoriekullen.  
År 2001 blev det dags för nästa flytt, denna gång till det nybyggda Albanova strax norr om Roslagstull: nu hade ljusföroreningarna i Saltsjöbaden blivit för störande, och instrumenten hade hunnit bli föråldrade – dagens astronomer reser till avlägset belägna bergstoppar för att göra sina observationer, och Sverige har del i teleskop både på Kanarieön La Palma och i Chile. Dagens astronomi domineras dessutom av astrofysiken, och då är det en fördel om institutionen för astronomi ligger nära institutionen för fysik, som i Albanova.